# Gosteče
Gosteče je naselje u slovenskoj Općini Škofji Loki. Gosteče se nalazi u pokrajini Gorenjskoj i statističkoj regiji Gorenjskoj. 

## Stanovništvo
Prema popisu stanovništva iz 2002. godine naselje je imalo 74 stanovnika.